# Foyer alsacien Mulhouse
Le Foyer alsacien Mulhouse est un club de basket-ball français basé à Mulhouse, aujourd'hui disparu. 
Ce club est surtout connu pour ses bonnes prestations dans le championnat de France de basket-ball à partir des années 1920, remportant 7 titres de champion de France entre 1924 et 1931, en comptant en son sein plusieurs joueurs de renom. Sa rivalité avec le CA Mulhouse reste comme la première grosse rivalité du championnat élite.

## Histoire

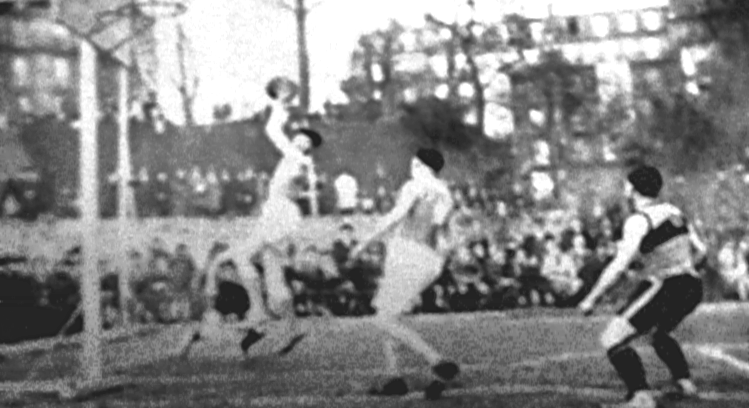
Finale du championnat 1928.

Le club a disparu en 1949 en fusionnant avec l'Espérance de Mulhouse pour fonder le Mulhouse Basket Club.

## Palmarès
- Champion de France : 1924, 1925, 1926, 1928, 1929, 1930, 1931
- Finaliste : 1934

## Joueurs marquants du club
- Robert Busnel
- Antoine Rudler
- Francis Rudler
- André Tondeur, joueur champion en 1924, 1925, 1926, 1928, 1929, 1930 et 1931